# Thônis-Héracléion
Pour les articles homonymes, voir Héraklion (homonymie).
Thônis-Héracléion (en égyptien ancien Tȝ-ḥn.t, en copte ⲧϩⲱⲛⲓ, en grec ancien Θῶνις Ἡράκλειον / Thỗnis Hērákleion) est une ancienne cité de l'Égypte antique, située près de l'actuelle Aboukir. Elle fut découverte en 2000, conjointement avec Canope, la ville voisine, englouties dans la baie d'Aboukir, lors des fouilles archéologiques sous-marines menées par Franck Goddio, président de l'Institut européen d'archéologie sous-marine (IEASM) en collaboration avec le Conseil suprême des Antiquités égyptiennes.

## Légende
Héracléion est mentionnée dans l’antiquité par Hérodote, Strabon et Diodore. Selon Hérodote, la cité aurait été visitée par Pâris et Hélène de Troie avant la Guerre de Troie, lors de leur fuite depuis la Grèce. Cherchant à échapper à Ménélas, ils auraient voulu se réfugier en Égypte, mais y auraient été repoussés par Thonis.
Selon Hérodote, un grand temple aurait été construit dans la ville, à l'endroit où Héraclès débarqua ; à la suite de quoi les Grecs nommèrent la ville Héracléion plutôt que d'utiliser le nom égyptien de Thônis.

## Histoire
Thônis-Héracléion a été construite sur les îles voisines de la région du delta du Nil. La cité était dès l'origine traversée par des canaux desservants un grand nombre de ports. L'ensemble de ses quais et de ses temples étaient alors reliés par des ponts et des embarcations. La cité était un emporion (un port de commerce grec). Du fait de sa situation géographique idéale, Héracléion est devenue un port commercial particulièrement important pour le commerce méditerranéen.
La ville de Naucratis, située plus en amont sur le Nil, à soixante-douze kilomètres plus au sud, faisait transiter vers l'intérieur des terres les marchandises échangées à Thônis-Héracléion, ainsi que jusqu'à la ville voisine de Canope. Plus tard, la ville d'Alexandrie se développa, captant le commerce à son profit, jusqu'à supplanter Thônis-Héracleion dans son rôle.
La cité est mentionnée sur la stèle du décret de Nectanébo Ier, pharaon de la XXXe dynastie, pour y préciser qu'un dixième des taxes prélevées sur le commerce d'Héracléion devait être donné au temple de Neith, à Saïs.
Au cours de la Basse époque égyptienne, la cité subit des aléas climatiques et des catastrophes naturelles de plus en plus graves, sous la forme de séismes, de tsunamis et d'une élévation du niveau de la mer, sapant progressivement le littoral déjà fragile sur lequel Thônis-Héracléion avait été bâtie. Le site fut progressivement abandonné au fur et à mesure que les bâtiments furent engloutis ; la ville avait disparu à la fin du VIIIe siècle de notre ère.

## Découvertes archéologiques
Avant sa redécouverte, la plupart des historiens pensait qu'Héracléion et Thônis étaient deux villes séparées, situées sur la branche canopique du Nil.
Les prospections sous-marines entreprises par l'archéologue français Franck Goddio et son équipe de l'Institut Européen d'Archéologie Sous-Marine (IEASM) depuis 1996, ont permis de découvrir les vestiges de la cité immergée à une profondeur d'environ 6 m sous le niveau marin actuel. Plusieurs tremblements de terre, suivis de raz-de-marée ont déclenché des phénomènes de liquéfaction des terres et provoqué l'effondrement total sous la mer d'une zone de 110 kilomètres carrés du delta du Nil, emportant avec elle la totalité de ville de Thônis-Héracléion.
Le cataclysme qui eut lieu au milieu du IIe siècle avant notre ère. détruisit le temple du Dieu Amon où les pharaons venaient recevoir du dieu suprême du panthéon égyptien les titres de leur pouvoir comme rois universels. La ville a été pendant des siècles le plus grand port d'Égypte sur la mer Méditerranée avant qu'Alexandre le Grand ne fonde Alexandrie en 331 av. J.-C.
Parmi les nombreuses découvertes, trois statues colossales, dont celle de Hâpy, le dieu du Nil, ainsi qu’une stèle de seize tonnes et de dix-huit mètres carrés portant l'édit du pharaon Ptolémée VIII. Comme en témoignent les plus de 552 ancres et de quatre-vingts épaves découvertes lors des fouilles, ce port grouillait d'activité. Bien que la surface actuellement explorée de Thônis-Héracléion soit estimée à 5%, aucune découverte archéologique n'a pu être datée ultérieurement au VIIe siècle, ce qui confirme que la cité a dû disparaître définitivement à cette époque sous les eaux.
Les prospections et les fouilles apportent tous les ans de nouvelles connaissances. En 2021, les archéologues annonçaient, par exemple, la découverte d'une galère ptolémaïque coulée par la chute de blocs de construction du temple d'Amon-Gereb détruit lors d'un cataclysme au IIe siècle Elle repose sous près de 5 mètres d'argile dure mêlée aux vestiges du temple.
Des fouilles sous-marines réalisées en septembre 2023 ont permis de mettre au jour des objets en or et en argent faisant partie des richesses conservées dans le temple du dieu Amon ainsi qu'un sanctuaire grec consacré à la déesse Aphrodite.

## Documentaires
- 2007 : Pour l'émission « Les cités englouties d'Égypte » de C'est pas sorcier, Sabine fait de la plongée sous-marine dans les ruines avec l'équipe de fouille.
- 2012 : Thônis-Héracléion, le mystère d'une cité engloutie, ARTE, 2012
- 2014 : Swallowed by the Sea: Ancient Egypt's Greatest Lost city, BBC 2
- 2023 : Les mystères du Nil : Les cités englouties du delta, RMC le 8 janvier 2023

## Photos

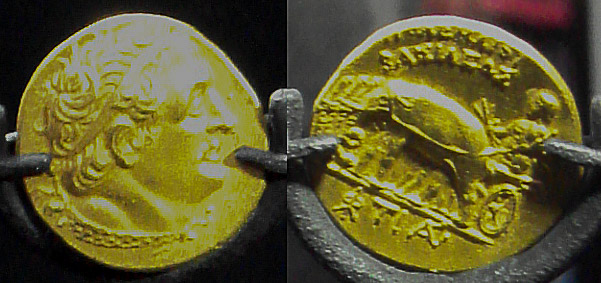
Statère de Cyrène figurant Ptolémée Ier.

## Expositions
- Trésors engloutis d'Égypte de décembre 2006 à mars 2007, au Grand Palais, Paris. Exposition itinérante présentée également à Berlin (avril-septembre 2006), Bonn (avril 2007-janvier 2008), Madrid (avril-décembre 2008), Turin (février-mai 2009) et Yokohama au Japon (juin-septembre 2009).
- Osiris. Mystères engloutis d'Égypte  8 septembre 2015 au 31 janvier 2016 à l'Institut du monde arabe, 1 rue des Fossés-Saint-Bernard, Paris Ve. Exposition itinérante présentée également au British Museum, Londres (mai-novembre 2016); Rietberg Museum , Zurich (février-juillet 2017); à Saint Louis (M0, USA) au Saint Louis Art Museum20 (mars-septembre 201821) ; à Minneapolis (MN, USA) au Minneapolis Institute of Art22 (novembre 2018-avril 2019); à Simi Valley (CA, USA) à la Ronald Reagan Presidential Library and Museum (Oct. 2018-April 2019) et au Virginia Museum of fine arts23 (VA, USA) à Richmond (July 2020-January 2021)